# Луковець Олексій Іларіонович
Олексій Іларіонович Луковець (25 лютого 1921, смт. Олов'яна, тепер Олов'янинського району Забайкальського краю, Російська Федерація — 8 листопада 1977, місто Москва) — радянський діяч, журналіст, головний редактор газети «Советская Россия». Депутат Верховної ради Російської РФСР 9-го скликання. Член Центральної Ревізійної комісії КПРС у 1976—1977 роках.

## Життєпис
Народився в родині робітника-залізничника. У 1920-ті роки родина переїхала в місто Іланський Красноярського краю. У 1938 році закінчив середню школу.
У 1938—1943 роках — робітничий кореспондент, літературний співробітник, заступник редактора, редактор районної газети «Иланский рабочий» Красноярського краю.
Член ВКП(б) з 1940 року.
У 1944—1947 роках — в органах друку Молдавської РСР.
У 1947—1960 роках — співробітник газети «Правда»: кореспондент газети по Таджицькій РСР, завідувач кореспондентського пункту газети в Білоруській РСР, кореспондент в Польській Народній Республіці. У 1960—1968 роках — редактор газети «Правда» по відділу соціалістичних країн.
У 1967 році закінчив заочно Вищу партійну школу при ЦК КПРС.
У 1968—1970 роках — заступник головного редактора газети «Правда».
У 1970—1976 роках — головний редактор журналу «Рабоче-крестьянский корреспондент» видавництва редакції газети «Правда».
У лютому 1976 — 8 листопада 1977 року — головний редактор газети «Советская Россия».
Писав нариси, в тому числі і на міжнародні теми. Автор збірок «Перуанські зустрічі» (1974) і «На різних полюсах» (1974).
Помер 8 листопада 1977 року. Похований в Москві на Новодівочому цвинтарі.

## Нагороди і звання
- два ордени Трудового Червоного Прапора (1962, 1971)
- медалі
- Заслужений працівник культури Російської РФСР (7.05.1971)